# Jasagh

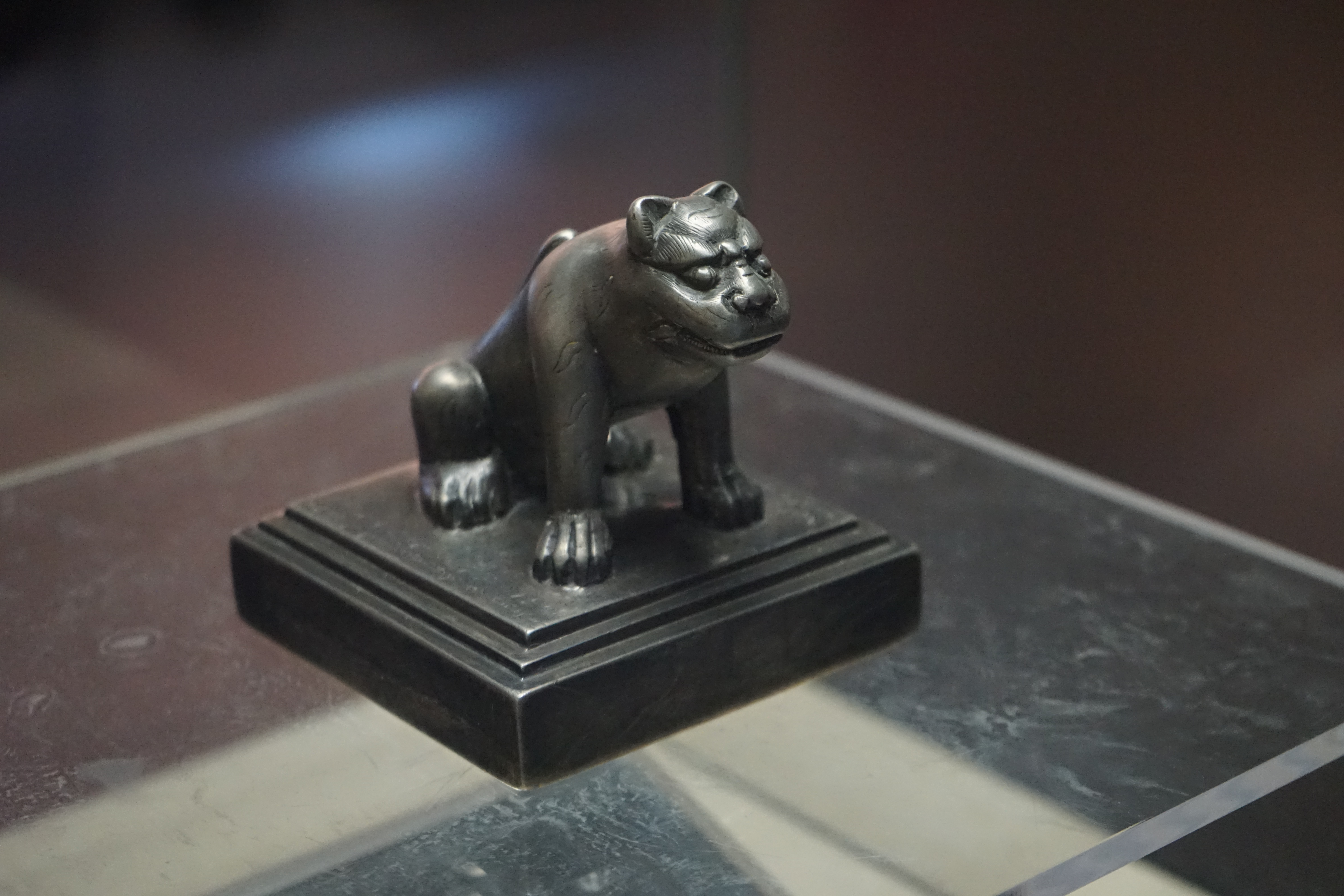
Ấn của Jasagh

Jasagh (tiếng Mông Cổ: ᠵᠠᠰᠠᠭ засаг, hay засаг ноён; Sức mạnh, Quyền lực) là người đứng đầu của một kỳ Mông Cổ dưới thời nhà Thanh (1644 - 1911) và Đại hãn quốc Mông Cổ. Chức vụ này còn được gọi là zhasake (札薩克) trong các tài liệu Trung Quốc đương thời. Vị trí này được nắm giữ bởi sự kế thừa di truyền của một số hoàng tử Mông Cổ, hầu hết trong số họ là hậu duệ của Thành Cát Tư Hãn. Các hoàng tử không phục vụ như Jasagh được gọi là sula (сул - lỏng lẻo) hoặc hohi taiji (хохь тайж).